# Nils Hoffmann
Nils Hoffmann (* 11. Februar 1996 in Berlin) ist ein deutscher DJ und Musikproduzent. 

## Leben
Nils Hoffmann veröffentlichte 2011 auf YouTube seinen ersten Track Ballons, der mittlerweile fast 5 Millionen Mal abgespielt wurde. 2012 veröffentlichte er seine erste EP Verwunschen auf Lochmann Records. 2020 erschien schließlich sein Debüt-Album Once In A Blue Moon.
Bis Ende Mai 2023 sammelte er über 75 Millionen Streams auf allen Plattformen, wobei Tracks wie Breathing mit Ben Böhmer auf Anjunadeep 25 Millionen Streams überschritten. Sein zweites Album A Radiant Sign entstand unter Mitwirkung mehrerer Songwriter, wurde über Anjunadeep veröffentlicht und sammelte in den ersten Monaten über 5 Millionen Streams, erhielt Hörspiele auf BBC und Sirius XM, DJ-Unterstützung von Maceo Plex und Above & Beyond und Presseberichte von zum Beispiel NPR und EDM.com.

## Belege
1. ↑  Nils Hoffmann - Balloons (Club Mix). Abgerufen am 26. Mai 2023 (deutsch).
2. ↑  Nils Hoffmann | GoOut. Abgerufen am 26. Mai 2023.
3. ↑  Beats Radio: Nils Hoffmann. Abgerufen am 26. Mai 2023.
4. ↑  Goodlive Artists | Nils Hoffmann. Abgerufen am 26. Mai 2023.

| Personendaten    | Personendaten                   |
| ---------------- | ------------------------------- |
| NAME             | Hoffmann, Nils                  |
| KURZBESCHREIBUNG | deutscher DJ und Musikproduzent |
| GEBURTSDATUM     | 11. Februar 1996                |
| GEBURTSORT       | Berlin                          |